# Mourning
 (décembre 2024).
Si vous disposez d'ouvrages ou d'articles de référence ou si vous connaissez des sites web de qualité traitant du thème abordé ici, merci de compléter l'article en donnant les références utiles à sa vérifiabilité et en les liant à la section « Notes et références ».
 (décembre 2024).
La mise en forme du texte ne suit pas les recommandations de Wikipédia : il faut le « wikifier ».
Les points d'amélioration suivants sont les cas les plus fréquents :
- Les titres sont pré-formatés par le logiciel. Ils ne sont ni en capitales, ni en gras.
- Le texte ne doit pas être écrit en capitales (les noms de famille non plus), ni en gras, ni en italique, ni en « petit »…
- Le gras n'est utilisé que pour surligner le titre de l'article dans l'introduction, une seule fois.
- L'italique est rarement utilisé : mots en langue étrangère, titres d'œuvres, noms de bateaux, etc.
- Les citations ne sont pas en italique mais en corps de texte normal. Elles sont entourées par des guillemets français : « et ».
- Les listes à puces sont à éviter, des paragraphes rédigés étant largement préférés. Les tableaux sont à réserver à la présentation de données structurées (résultats, etc.).
- Les appels de note de bas de page (petits chiffres en exposant, introduits par l'outil «  Source ») sont à placer entre la fin de phrase et le point final[comme ça].
- Les liens internes (vers d'autres articles de Wikipédia) sont à choisir avec parcimonie. Créez des liens vers des articles approfondissant le sujet. Les termes génériques sans rapport avec le sujet sont à éviter, ainsi que les répétitions de liens vers un même terme.
- Les liens externes sont à placer uniquement dans une section « Liens externes », à la fin de l'article. Ces liens sont à choisir avec parcimonie suivant les règles définies. Si un lien sert de source à l'article, son insertion dans le texte est à faire par les notes de bas de page.
- La présentation des références doit suivre les conventions bibliographiques. Il est recommandé d'utiliser les modèles {{Ouvrage}}, {{Chapitre}}, {{Article}}, {{Lien web}} et/ou {{Bibliographie}}. Le mode d'édition visuel peut mettre en forme automatiquement les références.
- Insérer une infobox (cadre d'informations à droite) n'est pas obligatoire pour parachever la mise en page.

Pour une aide détaillée, merci de consulter Aide:Wikification.
Si vous pensez que ces points ont été résolus, vous pouvez retirer ce bandeau et améliorer la mise en forme d'un autre article.
Pour les articles homonymes, voir Mourning (homonymie).

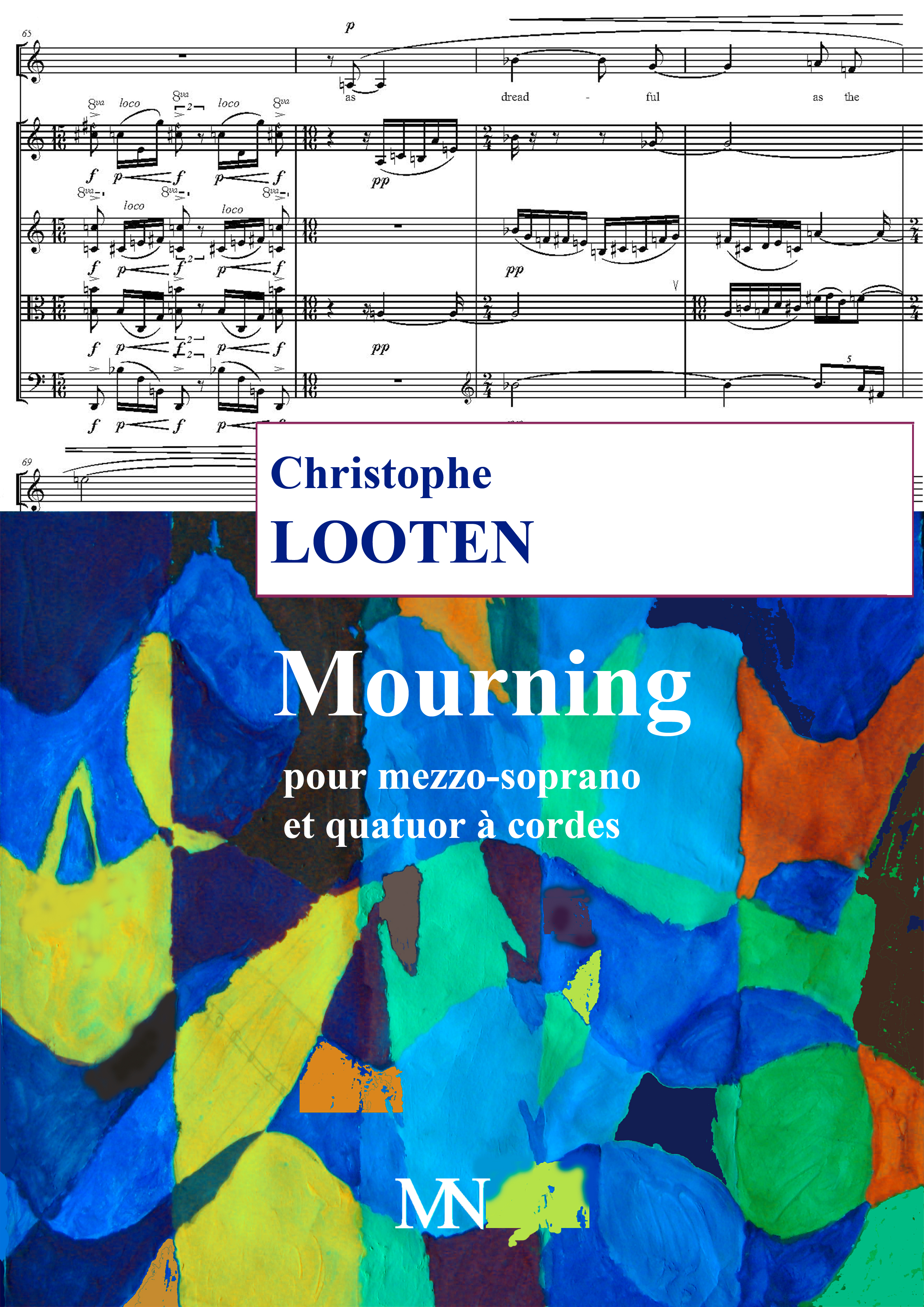
Couverture de la partition

Mourning est une œuvre pour alto et quatuor à cordes composée par Christophe Looten en 2009.
Commandée à l'occasion de la commémoration de la mort de soldats britanniques assassinés par les nazis lors de l'embarquement de Dunkerque, en 1940, l'œuvre est conçue à la fois comme un hommage au courage des soldats et comme une protestation contre la guerre.
Elle est constituée de 7 mouvements précédés chacun d'un mouvement plus court (avec l'exception notable du mouvement A)
En voici le plan :
1. - I - Pater, dimitte illis non enim sciunt quid faciunt (Père, pardonne-leur, ils ne savent pas ce qu'ils font )
2. - - - A - Tradiderunt me in manus impiorum (Ils m'ont livré aux mains des impies), Office de la Semaine Sainte
3. - II - Hodie mecum eris (Dès aujourd'hui tu seras avec moi )
4. - - - B - Non pepercerunt animae meae (Ils n'ont pas épargné mon âme ), Jérémie XII, 7-11
5. - III - Mulier ecce filius tuus (Femme, voici ton fils)
6. - - - C - Caligaverunt oculi mei afletu meo (Mes yeux sont obscurcis par le flot des larmes), Job XVI
7. - IV - Eli, Eli, lamma sabactani ? (Seigneur ! Seigneur ! Pourquoi m'as tu abandonné ? )
8. - - - D - In me turbatum est cor meum (Dans ma poitrine, mon cœur se glace), Psaume CXLIII, 4
9. - V - Sitio (J'ai soif)
10. - - - E - Dum conturbata fuerit anima mea (Lorsque mon âme sera dans la tourmente), Habacuc III, 2
11. - VI - Consumatum est (Tout es accompli )
12. - - - F - Memento mei, Domine (Souviens-toi de moi, Seigneur ! ), Saint Luc XXIII, 42
13. - VI - Pater, in manus Tuas comendo spiritum meum (Père, en Tes mains, je remets mon esprit )

La structure agogique de l'œuvre est la suivante :
1. Languide, las et lent, noire à 46
2. Rude, moqueur, noire pointée = noire = 116
3. Mystérieux et plaintif, noire à 66
4. Rageur, violent, noire à 56
5. Inflexible et souple à la fois, noire + croche= 92
6. Calme et triste, noire à 66
7. Outrageusement expressif, noire à 122
8. Con molto rubato, noire à 106
9. Rude et âpre, noire = noire pointée = 76
10. Comme un glas, noire à 72
11. Mystérieux, rapide, croche pointée à 160
12. Libre déploration, noire à 72
13. Song, blanche à 60